# Jeannie Mai
Jeannie Mai Jenkins (nacida Jeannie Camtu Mai; San José, California, 4 de enero de 1979) es una presentadora de televisión y estilista estadounidense. Es más conocida por su trabajo en el programa How Do I Look? y el programa de entrevistas The Real. Como experta en moda, aparece con frecuencia en programas de televisión como Today, Extra TV, Entertainment Tonight e Insider. También fue presentadora de E! así como en el Miss Universo. Actualmente es reportera de Holey Moley en ABC.

## Primeros años
Mai nació y se crio en San José, California, de madre vietnamita y padre chino. Asistió a la preparatoria Milpitas.

## Carrera

### 1997–2004
A los 18 años, Mai lanzó su carrera como maquilladora para MAC Cosmetics mientras aún vivía en San José. Como entrenadora, se abrió camino cara a cara hasta que finalmente viajó por el mundo para trabajar para celebridades como Christina Aguilera y Alicia Keys. Lo que la llevó a trabajar también como estilista de maquillaje de celebridades para Total Request Live de MTV, KCAL de Los Ángeles y Good Day Sacramento.
En 2003, Mai comenzó a hacer audiciones para las cadenas de televisión locales con guiones escritos por ella misma para demostrar su talento como presentadora. Fue contratada para copresentar el programa estilo revista asiático-estadounidense Stir en International Channel. Más tarde, California Music Channel, con sede en San Francisco, la contrató para presentar su propia cuenta regresiva de música. Mai se convirtió en reportera de entretenimiento y productora de The Daily Mixx de The WB.

### 2005–2012
En 2005, Mai consiguió su primer trabajo de presentadora en Character Fantasy en USA Network, donde inspiraba a los invitados cada semana a vivir sus fantasías. Después de esto, se mudó a Los Ángeles para aparecer en Granted de MTV junto Frankie Muniz y presentó segmentos relacionados con noticias de moda y entretenimiento en cadenas como E!, Lifetime, TLC y NBC en el programa de entrevistas Today. También comenzó a aparecer como miembro del equipo de belleza en 10 Years Youngerde TLC. En 2008, Mai presentó Miss America Reality Check de TLC. También protagonizó el especial de cambio de imagen Dude, Where's Your Style y se convirtió en portavoz de los cosméticos Never Accept Ordinary. Al año siguiente, Mai se convirtió en presentadora del programa de cambio de imagen, How Do I Look?. También se desempeñó como corresponsal y presentadora de Extra de NBC con Mario Lopez. En el ámbito digital, Mai fue la colaboradora residente del sitio de moda de Perez Hilton, Cocoperez.com. En 2011, Mai comenzó a organizar el certamen de Miss Universo y fue consultora de moda en la competencia de pérdida de peso de NCB, The Biggest Loser. Además, Mai también organizó la competencia de estilista The Next Style Star de Maker Studios y fue la corresponsal digital de Fashion Star de NBC. En 2012, apareció como juez invitada en el ciclo 1 de Asia's Next Top Model.

### 2013–2020
En 2013, Mai fue la presentadora de una serie semanal en vivo titulada Style Pop en Style Network. Desde 2013, Mai se ha desempeñado como copresentadora del programa de entrevistas The Real  originalmente junto a Adrienne Bailon, Tamar Braxton, Loni Love y Tamera Mowry, que se estrenó el 15 de julio de 2013. Después de una prueba de verano durante 2013 en el grupo Fox Television Stations, se incorporó a la serie el año siguiente. En 2018, Mai y sus coanfitrionas ganaron el premio Daytime Emmy como mejores presentadoras de programas de entrevistas por su trabajo. En 2015, Mai fue la anfitriona del concurso de telerrealidad Steampunk'd en GSN. También fue corresponsal de moda en Entertainment Tonight.
En 2016, presentó su programa How Do I Look? a la red Diva de Asia. Al año siguiente, interpretó a Lady Luck en el programa de juegos estadounidense The Joker's Wild. Mai también se convirtió en embajadora de ReimagineMyself.com, un programa que anima a las personas que viven con esclerosis múltiple recidivante a volver a imaginar la vida con la enfermedad crónica.
El 2 de septiembre de 2020, Mai fue anunciada como una de las celebridades participantes de la temporada 29 de Dancing with the Stars, siendo emparejada con el bailarín profesional Brandon Armstrong. El 2 de noviembre, tuvo que abandonar la competencia después de ser hospitalizada por epiglotitis, finalizando así en el noveno puesto.

## Vida personal
Mai se convirtió al cristianismo del budismo. Se casó con Freddy Harteis en agosto de 2007; la pareja anunció que habían solicitado el divorcio en octubre de 2017, el cual finalizó en diciembre de 2018. En septiembre de 2019, Mai reveló que había estado saliendo con el rapero Jeezy. El 6 de abril de 2020, anunciaron su compromiso. Se casaron el 27 de marzo de 2021. En septiembre de 2021 anunció su primer embarazo. El 11 de enero de 2022 anunció el nacimiento de su hija, Monaco. En septiembre de 2023 hicieron público que habían empezado los trámites de divorcio.

## Premios y nominaciones
| Año  | Premio               | Categoría                                     | Trabajo nominado                                                                   | Resultado | Ref.   |
| ---- | -------------------- | --------------------------------------------- | ---------------------------------------------------------------------------------- | --------- | ------ |
| 2016 | Premios Daytime Emmy | Mejor presentador de programas de entrevistas | The Real (compartido con Adrienne Bailon, Tamar Braxton, Loni Love y Tamera Mowry) | Nominada  | [ 32 ] |
| 2017 | Premios Daytime Emmy | Mejor presentador de programas de entrevistas | The Real (compartido con Bailon, Braxton, Love y Mowry)                            | Nominada  | [ 33 ] |
| 2018 | NAACP Image Awards   | Mejor programa de entrevistas                 | The Real (compartido con Bailon, Love y Mowry)                                     | Ganadora  | [ 34 ] |
| 2018 | Premios Daytime Emmy | Mejor presentador de programas de entrevistas | The Real (compartido con Bailon, Love y Mowry)                                     | Ganadora  | [ 35 ] |
| 2019 | NAACP Image Awards   | Mejor programa de entrevistas                 | The Real (compartido con Bailon, Love y Mowry)                                     | Ganadora  | [ 36 ] |
| 2019 | Premios Daytime Emmy | Mejor presentador de programas de entrevistas | The Real (compartido con Bailon, Love y Mowry)                                     | Nominada  | [ 37 ] |